# Halfworlds
Halfworlds là một sê-ri truyền hình thể loại kỳ ảo đen tối và rùng rợn do HBO châu Á sáng lập và sản xuất. Đặt bối cảnh tại châu Á ngày nay, sê-ri đã tiết lộ một xã hội ngầm của những loài quỷ trong văn hóa dân gian châu Á.
Mùa đầu tiên của Halfworld ra mắt vào ngày 29 tháng 11 năm 2015. Mùa phim thứ hai được công bố phát hành vào tháng 7 năm 2016.

## Mùa 1 (2015)
Đặt bối cảnh tại thành phố Jakarta, Mùa 1 của Halfworlds vén lên bức màn về một thế giới song song của những sinh vật khát máu từ thần thoại Indonesia đã sống cùng con người trong nhiều thế kỷ. Chúng được biết đến với cái tên "Demit" và được che giấu cẩn thận bởi một gia đình quyền lực loài người. Sự xuất hiện của Món quà, một sự kiện siêu nhiên bí hiểm khiến thế giới ẩn này dần lộ diện. Khi ngày của Món quà đang đến gần, Sarah, một nghệ sĩ đường phố thấy bản thân cô bị mắc kẹt giữa thế giới loài người và Demit. Một khi Demit phát hiện ra cô thực sự là ai và những gì cô phải làm, sự cân bằng mong manh giữa hai thế giới sẽ bị phá vỡ mãi mãi.
Mùa đầu tiên của Halfworlds phát sóng vào ngày 29 tháng 11 năm 2015.

### Diễn viên
- Salvita Decorte vai Sarah
- Arifin Putra vai Barata
- Reza Rahadian vai Tony
- Ario Bayu vai Juragan
- Bront Palarae vai Gusti
- Tara Basro vai Ros
- Adinia Wirasti vai Nadia
- Hannah Al-Rashid vai Marni
- Alex Abbad vai Gorga
- Aimee Saras vai Pinung
- Nathan Hartono vai Coki
- Verdi Solaiman vai Hasan
- Cornelio Sunny vai Bandi

### Tập phim
| TT. | Tiêu đề | Đạo diễn   | Biên kịch                   | Ngày phát hành gốc   |
| --- | ------- | ---------- | --------------------------- | -------------------- |
| 1 | "Tập 1" | Joko Anwar | Collin Chang và Joko Anwar  | 29 tháng 11 năm 2015 |
| Một nghệ sĩ đường phố thấy mình bị mắc kẹt giữa hai thế giới. Ít nhất cô biết cuộc sống của cô là để nắm giữ một vòng xoắn bất ngời.                                |         |            |                             |                      |
| 2 | "Tập 2" | Joko Anwar | Collin Chang and Joko Anwar | 6 tháng 12 năm 2015  |
| Sarah bị kéo sâu hơn vào thế giới Demit và cô không thể ngừng cảm giác bị theo dõi.                                                                                 |         |            |                             |                      |
| 3 | "Tập 3" | Joko Anwar | Collin Chang và Joko Anwar  | 13 tháng 12 năm 2015 |
| Sau khi bị tấn công, người giải cứu của Sarah tiết lộ bản thân và cảnh báo cô ngừng vẽ về những sinh vật quái dị mà cô mơ về.                                       |         |            |                             |                      |
| 4 | "Tập 4" | Joko Anwar | Collin Chang và Joko Anwar  | 20 tháng 12 năm 2015 |
| Một Barata tìm đến Sarah cầu cứu. Trong khi đó, việc tìm kiếm những biểu tượng vẫn diễn ra trong thế giới Demit.                                                    |         |            |                             |                      |
| 5 | "Tập 5" | Joko Anwar | Collin Chang và Joko Anwar  | 27 tháng 12 năm 2015 |
| Món quà đang đến gần và Demit ngày càng trở nên cuồng loạn. Barata cứu Pinung khỏi một cuộc tấn công nhưng có lẽ đã quá muộn.                                       |         |            |                             |                      |
| 6 | "Tập 6" | Joko Anwar | Collin Chang và Joko Anwar  | 3 tháng 1 năm 2016   |
| Sarah cuối cùng tìm ra được những câu trả lời mà cô đang tìm kiếm, nhưng mối quan hệ của cô với bạn trai Coki đang gặp rắc rối.                                     |         |            |                             |                      |
| 7 | "Tập 7" | Joko Anwar | Collin Chang và Joko Anwar  | 10 tháng 1 năm 2016  |
| Khi chỉ vài ngày nữa là Món quà đến, thế giới Demit đang chìm trong hỗn loạn. Sarah nhận một lời đề nghị từ một người lạ rằng đây là thời cơ quá tốt để phản kháng. |         |            |                             |                      |
| 8 | "Tập 8" | Joko Anwar | Collin Chang và Joko Anwar  | 10 tháng 1 năm 2016  |
| Sarah bị mắc kẹt và bạn bè tìm kiếm cô. Trong một vòng xoắn những sự kiện, Món quà đã mở ra tất cả những điều bất ngờ nhất.                                         |         |            |                             |                      |